# Satélite de observación terrestre

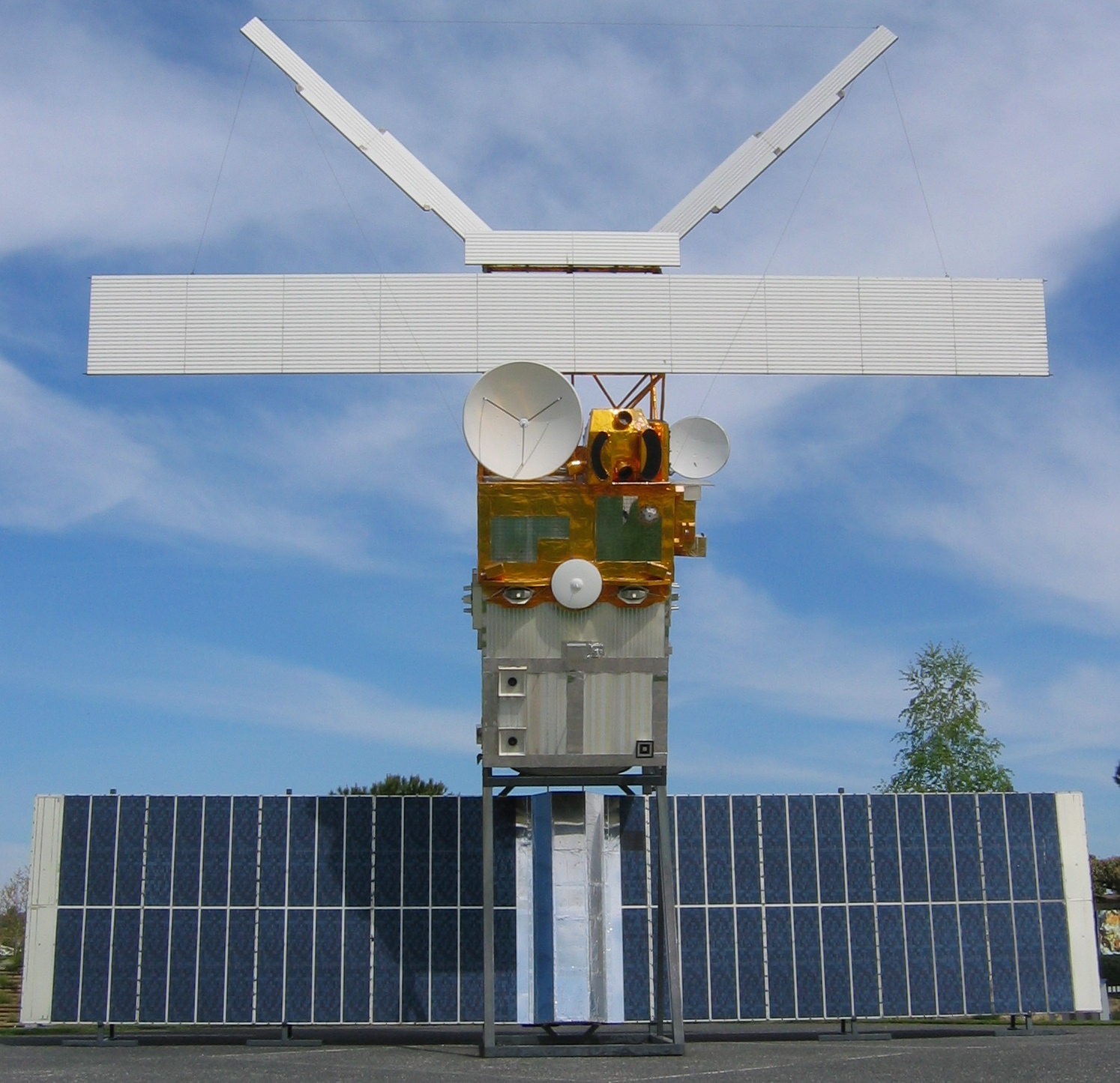
Un Satélite de observación terrestre: ERS 2.

Los satélites de observación terrestre son satélites artificiales diseñados para observar la Tierra desde una órbita. Son similares a los satélites espías pero diseñados específicamente para aplicaciones no militares como control del medio ambiente, meteorología, cartografía

## Funcionamiento
Los satélites de observación de la tierra, se dividen, según su órbita, en satélites de órbita baja (LEO) y satélites de órbita geoestacionaria (GEO). 
- Los LEOs varían en un rango de típicamente, 200 a 1200 km sobre la superficie terrestre, lo que significa que poseen periodos comprendidos entre 90 minutos y 5 horas y por lo tanto son excelentes candidatos para realizar exploraciones exhaustivas de la superficie terrestre(detección de incendios, determinación de la biomasa, estudio de la capa de ozono, etc.). Ej.: TRMM

- los GEOs tienen una órbita fija a 35875 km de distancia, en órbita ecuatorial (lo que significa que quedan en dirección sur para los habitantes del hemisferio norte, en dirección norte para los habitantes del hemisferio sur, y justo encima de los habitantes del ecuador). Además, por las características de la órbita geoestacionaria, siempre permanecen fijos en el mismo punto. Son excelentes para estudios de meteorología (Meteosat).

Los instrumentos de observación dependen del objeto del estudio; variando desde observación en el espectro visible, las microondas, etc. 
La mayoría de satélites se limitan a instrumentos pasivos, esto es, a recoger la radiación ya presente, principalmente en el espectro visible. Dichos satélites van equipados con lentes similares a las de un telescopio terrestre, una cámara CCD, etc.

### Ejemplos de satélites de observación terrestre
| Satélite   | Agencia                                | Órbita | Uso |
| LandSat    | NASA                                   | LEO    | Información geográfica |
| Sentinel   | ESA                                    |        | Información geográfica |
| Meteosat   | ESA                                    | GEO    | Meteorología |
| GOES       | United States National Weather Service | GEO    | Meteorología |
| SPOT       | CNES                                   | LEO    | Diversos usos |
| RapidEye   | RapidEye AG                            | LEO    | Información geográfica |
| RBSP       | NASA                                   | HEO    | Cinturones de radiación de la Tierra |
| VRSS-1     | ABAE’’’                                | LEO    | Elaboración de mapas cartográficos, evaluaciones de los suelos agrícolas, cosechas y producción agrícola, evaluar los recursos hídricos y las zonas en peligro de desertificación, facilitar la planificación urbana y obtención de información sismológica para la prevención de desastres. |
| SAOCOM 1-A | CONAE                                  | LEO    | Observación terrestre |